# Hapalemur aureus
Gyllenhalvmaki (Hapalemur aureus) är en däggdjursart som beskrevs av Meier, Albignac, Peyriéras, Rumpler och Wright 1987. Hapalemur aureus ingår i släktet halvmakier, och familjen lemurer. IUCN kategoriserar arten globalt som starkt hotad. Inga underarter finns listade i Catalogue of Life.
Arten når en kroppslängd (huvud och bål) av 28 till 45 cm och svansen är ungefär lika lång som hos andra halvmakier. Vikten varierar mellan 1,0 och 1,5 kg. Pälsen på ovansidan består av orange underull och bruna täckhår vad som resulterar i en mörk orange färg. På buken är pälsen oftast gulaktig. Kring det nästan nakna svarta ansiktet finns ofta en gyllen krans. Honor är ofta lite gråaktiga.
Denna primat förekommer på sydöstra Madagaskar. Den vistas i regioner som ligger 600 till 1400 meter över havet. Habitatet utgörs av fuktiga skogar eller av andra områden med bambu eller bladvass.
Individerna är aktiva på dagen. De bildar små grupper med upp till fyra medlemmar. Födan utgörs främst av unga bambuskott. Hapalemur aureus äter bambuarter (bland annat Cathariostachys madagascariensis) som är rik på cyanider. Andra primater skulle dö av gifterna.
Honan är cirka 138 dagar dräktig och föder i november eller i december en unge.